# Підсрібник Адиппа
Підсрібник Адиппа (Argynnis adippe) — вид денних метеликів родини сонцевиків (Nymphalidae).

## Опис
Розмах крил 46-65 мм, довжина переднього крила 24-30 мм. Тло верхньої поверхні крил цегляно-червоного кольору, вкрите складним малюнком з чорних плям, жилки темні. Знизу передні крила світлі, жовтувато-вохристі, задні крила знизу рябі, зі сріблястими або жовтими й вічкуватими плямами (окрема форма) на світло-коричневому тлі.
Передні крила самців зверху з андроконіальними полями, що виглядають як чорні штрихи обабіч жилок. Самиця більш бліда згори, плями ширші.

### Близькі види
Схожий вид підсрібник Ніобея дрібніший, задня поверхня заднього крила контрасніша, центральна комірка з чорною крапкою ближче до кореня крила. Неспеціалісту відрізнити важко, адже визначення йде за геніталіями самця.

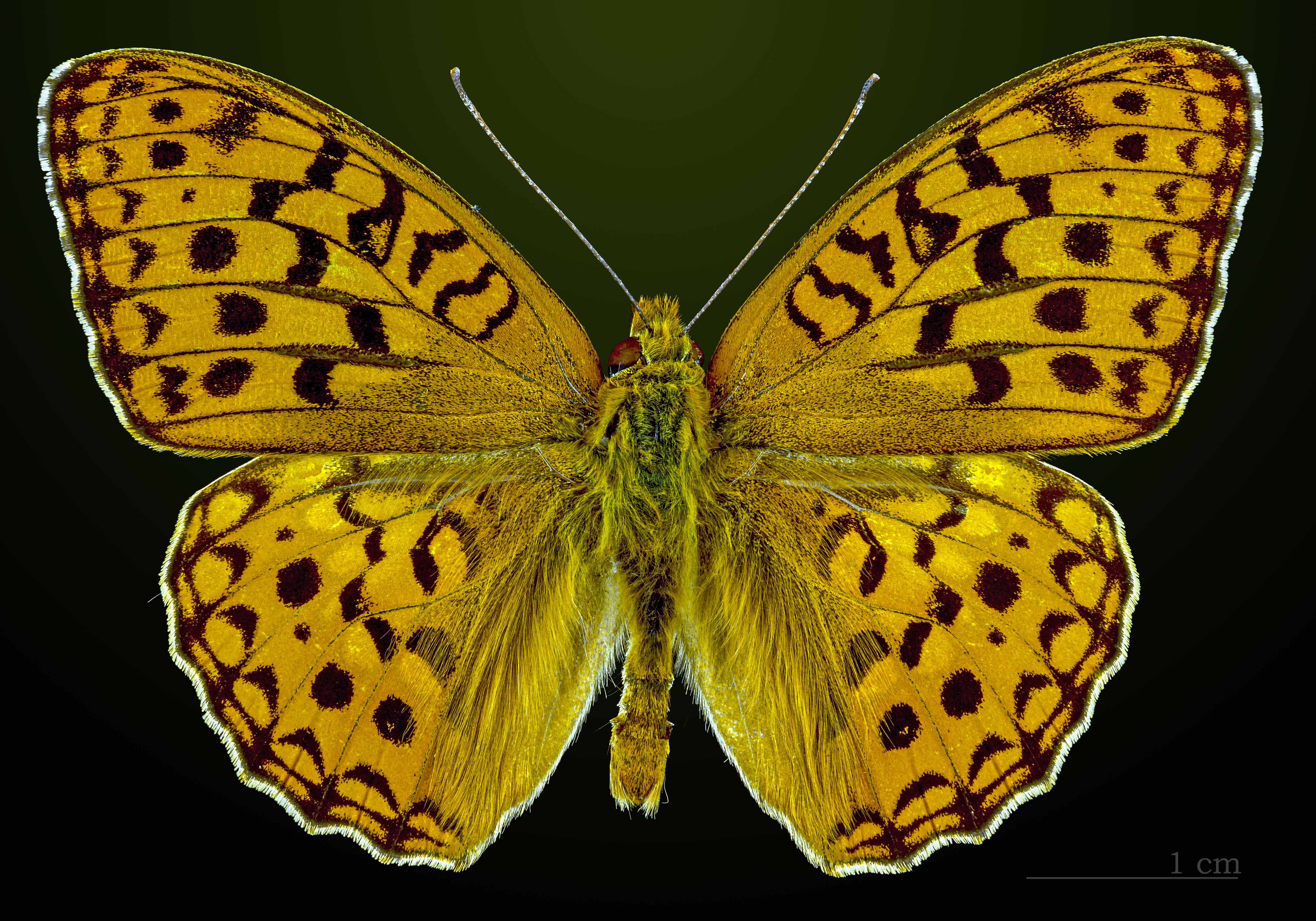
Дорсальна (верхня) сторона
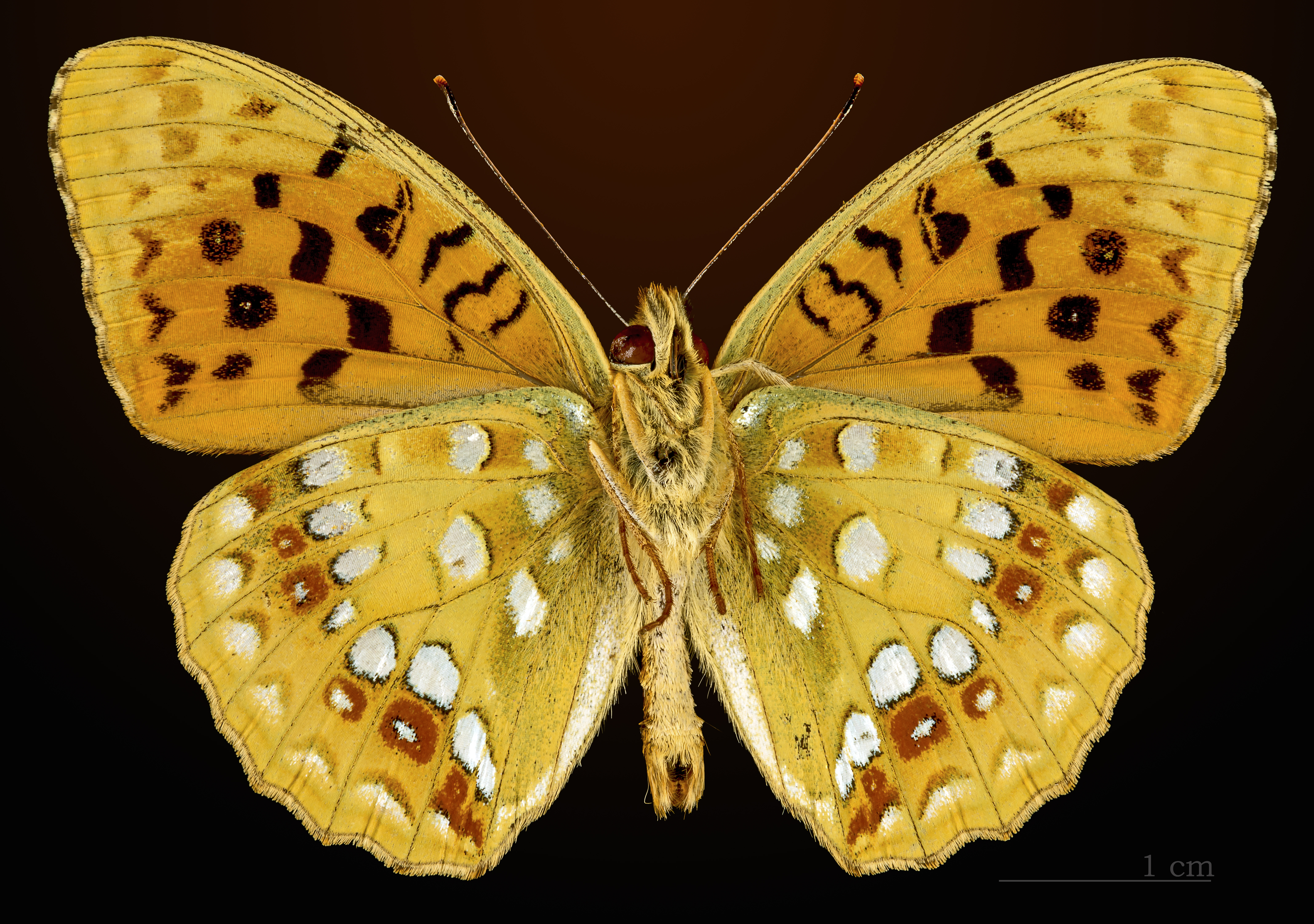
Вентральна (нижня) сторона

## Спосіб життя
Метелики літають у травні-червні. Самиці відкладають яйця на фіалки (фіалка триколірна, фіалка собача, фіалка Рівіна, фіалка запашна,фіалка шорстка, фіалка болотна).

## Поширення
Вид поширений у помірному та субтропічному поясах Палеарктики: від Західної Європи та Північної Африки до Далекого Сходу. В Україні трапляється повсюдно, окрім безлісих районів на півдні степової зони.